# Acercostraca
Acercostraca é uma ordem de artrópodes do Devoniano pertencentes à classe Marrellomorpha. Engloba a família Vachonisiidae. Foi proposta por Lehmann em 1955.